# Isichthys henryi
Isichthys henryi är en fiskart som beskrevs av Gill, 1863. Isichthys henryi ingår i släktet Isichthys och familjen Mormyridae. IUCN kategoriserar arten globalt som livskraftig. Inga underarter finns listade i Catalogue of Life.